# Wilhelm Ludwig (Biologe)
Wilhelm Ludwig (* 20. Oktober 1901 in Asch, Böhmen; † 23. Januar 1959 in Leipzig) war ein deutscher Zoologe und Genetiker.
Schwerpunkte seiner Forschungstätigkeit waren Genetik (Populationsgenetik), Inzucht, Vetternehen, Vaterschaftsdiagnosen, Evolutionstheorie, Biometrie, Sinnesphysiologie (der „optimale Horopter“), Geschlechterverteilung bei Mensch und Tier und das Rechts-Links-Problem.

## Leben und Werk
Wilhelm Ludwig wurde als Sohn von Wolfgang Ludwig (1855–1919) und Josepha Katharina Taumer (1855–1919) geboren. Er studierte nach dem Abitur ab 1919 Zoologie, Chemie und Mathematik an den Universitäten in Leipzig, Kiel und Freiburg im Breisgau. 1925 promovierte er bei Johannes Meisenheimer über den Copulationsapparat der Baumwanzen. 1930 habilitierte er sich in Halle bei Berthold Klatt mit der Arbeit Theorie der Flimmerbewegung. An der Universität Halle arbeitete er zunächst mit dem Zoologen Wolfgang von Buddenbrock zusammen. Ab 1938 wirkte er in Halle als außerordentlicher Professor. Auf Anregung des Biologen und Genetikers Richard Goldschmidt entstand sein Buch Das Rechts-Links-Problem im Tierreich und beim Menschen, ein Thema, das ihn auch weiterhin beschäftigen sollte. Hauptthema seiner Forschung wurden aber zunächst Genetik und Selektion insbesondere bei Drosophila.
Er gehörte ab 1934 dem NS-Lehrerbund an und trat zum 1. Mai 1937 der NSDAP bei (Mitgliedsnummer 5.537.474).
Während des Zweiten Weltkrieges wurde er 1942 zur Luftwaffe eingezogen, wenig später ans Reichsamt für Wetterschutz versetzt und 1943 an die Agrarmeteorologischen Forschungsstelle in Gießen, wo er bis Kriegsende arbeitete. Nach der Entlassung aus der Kriegsgefangenschaft im Mai 1946 ging er zunächst zurück nach Halle. Im selben Jahr wurde er außerordentlicher Professor am Zoologischen Institut Mainz, geleitet von Wolfgang von Buddenbrock, dessen Mitarbeiter er schon in Halle gewesen war. 1949 wurde er als Nachfolger von Erich von Holst an die Universität Heidelberg berufen, wo er eine biomathematische Abteilung aufbaute. 1950 veröffentlichte er den Aufsatz Annidation as a Fifth Evolutionary Factor, in dem er den Begriff Annidation in die Fachterminologie einführte.
Er starb 1959 auf einer Tagung der Biometriker in Leipzig. Sein wissenschaftlicher Nachlass befindet sich in der Universitätsbibliothek Heidelberg.
Ludwig war Geschäftsführer und Mitbegründer der Deutschen Region der Internationalen Biometrischen Gesellschaft.
1949 wurde er zum Mitglied der Heidelberger Akademie der Wissenschaften gewählt.

## Schriften (Auswahl)
Wilhelm Ludwig publizierte eine große Anzahl Aufsätze in deutschen und internationalen Fachzeitschriften.
- Darwins Zuchtwahllehre in moderner Fassung. Frankfurt a. M.: Senckenberg Museum 1948. (Schriften und Reden.)
- mit F. P. Fischer, R. Wartmann: Der optimale Horopter. Mit einer Konsequenz der subjektiven Himmelskrümmung. In: Pflugers Archiv-European Journal of Physiology Bd. 254, 1952, S. 377–392.
- Das Rechts-Links-Problem im Tierreich und beim Menschen: Mit einem Anhang Rechts-Links-Merkmale der Pflanzen. 1932. Reprint. Springer, Berlin 1970. (= Monographien aus dem Gesamtgebiet der Pflanzen und der Tiere Bd. 27). ISBN 978-3-54004963-0
- mit R. Wette: Über die Klassifizierung der Asymmetrien und Prüfung des Rechts-Links-Verhältnisses In: Zeitschrift für menschlich Vererbungs- und Konstitutionslehre Bd. 34, 1958, S. 400–416.